# Квітеріо Ольмедо
Квітеріо Ермес Ольмедо (ісп. Quiterio Ermes Olmedo, 21 грудня 1907 — дата смерті невідома) — парагвайський футболіст, що грав на позиції захисника, зокрема, за клуб «Насьйональ», а також національну збірну Парагваю.

## Клубна кар'єра
Виступав за команду «Насьйональ» з Асунсьйона. 

## Виступи за збірну
1929 року дебютував в офіційних матчах у складі національної збірної Парагваю. Протягом кар'єри у національній команді, яка тривала 9 років, провів у її формі 10 матчів.
У складі збірної був учасником двох Чемпіонату Південної Америки в Аргентині в 1929, де разом з командою здобув «срібло» (грав з Уругваєм, Аргентиною і Перу) і 1937 (грав з Уругваєм, Аргентиною та Бразилією) роках. Також брав участь в чемпіонаті світу 1930 року в Уругваї де зазнав поразки 0:3 від США і допоміг своїй збірній перемогти Бельгію (1:0).

## Титули і досягнення
- Срібний призер Чемпіонату Південної Америки: 1929